# Il sogno della regina Caterina
Il sogno della regina Caterina (in inglese: The Vision of Catherine of Aragon o Queen Catherine's Vision) è un quadro dell'artista svizzero Johann Heinrich Füssli, realizzato nel 1781. Oggi l'opera è conservata in una collezione d'arte di Lytham St Annes, nel borough di Fylde, nel Lancashire, in Inghilterra.

## Storia
La tela venne commissionata dal quinto baronetto di Upton Sussex, sir Robert Smyth, nel 1780. Dopo essere stata esposta all'accademia reale d'arte nel 1782, l'opera venne ereditata da suo figlio e in seguito dal figlio di quest'ultimo, finché nel 1878 non venne messa all'asta. L'opera entrò a far parte della collezione di Leonard Redmayne di Blackburn, e alla sua morte nel 1906 venne ereditata dai suoi figli. Nel 1931 il quadro venne prestato al consiglio della città di Lytham St Annes, e nel 1950 entrò a far parte della collezione d'arte della città.

## Descrizione
Quest'olio su tela rappresenta un passaggio dell'opera teatrale Enrico VIII, di William Shakespeare, nel quale Caterina d'Aragona fa il sogno macabro della propria fine dopo essere stata bandita in favore di Anna Bolena: stesa sul suo letto di morte, ella alza il proprio braccio sinistro verso la corona che le porgono delle apparizioni spettrali femminili parzialmente nude in un'emozione che sorprende la sua servitrice seduta al suo capezzale, ai piedi di una lira e di una scultura. Nel testo scespiriano gli spiriti indossano delle ghirlande e delle maschere ovali note come visard, mentre impugnano dei rami di palma o d'alloro, ma il Füssli omise questi dettagli. Nello sfondo si trova il carceriere della ex sovrana, quasi nascosto dall'oscurità.
Esiste un quadro che raffigura la sola Caterina (probabilmente si tratta di uno studio per l'opera) che si trova al Victoria and Albert Museum di Londra. Nello stesso museo si trova anche una tela che si focalizza esclusivamente sulle anime muliebri.